# Thaumastosoma platycarpus
Thaumastosoma platycarpus là một loài chân đều trong họ Nannoniscidae. Loài này được Hessler miêu tả khoa học năm 1970.